# Jorge Carrión
Jorge o Jordi Carrión Gálvez (Tarragona, 1976) es un escritor y crítico literario español. 

## Biografía
Aunque nació en Tarragona, ha pasado la mayor parte de su vida entre Mataró y Barcelona; ha vivido también en Argentina y Estados Unidos. 
Es licenciado y doctor en Humanidades por la Universidad Pompeu Fabra, en cuya Barcelona School of Management (BSM-UPF) dirige, con José María Micó, el Máster en Creación Literaria. 
Fue crítico cultural para The New York Times en español desde finales de 2016 hasta que se anunció el cierre de la edición en castellano como sitio autónomo el 17 de septiembre de 2019. En noviembre de ese año, Carrión volvió a su columna dominical en la web principal del citado periódico con un artículo sobre Rosalía.
Ha sido miembro del consejo de redacción de la desaparecida revista Lateral (2000-2005), codirector de la revista literaria Quimera (2006-2009) junto con Juan Trejo y Jaime Rodríguez Z. Ha publicado crítica cultural en los suplementos de los diarios Avui, ABC, Perfil, Clarín y La Vanguardia. Sus artículos y reportajes han aparecido en Letras Libres, National Geographic Viajes, Otra Parte, Revista de Occidente, Eñe, Lonely Planet Magazine, revista Anfibia y otros medios hispanoamericanos. Ha sido incluido en antologías literarias de Alemania, Argentina, Cuba, España, México. Dirigió la colección Lo Real de la editorial barcelonesa Malpaso (2015-2017), donde publicó libros de autores como el argentino Martín Caparrós, la peruana Gabriela Wiener, el español Alfonso Armada, el dibujante francés Lapin, el historiador israelí Omer Bartov (en)... 
Es profesor de periodismo literario en el Máster en Creación Literaria de la citada BSM-UPF y ha sido jurado de los premios Gabriel García Márquez de la FNPI.
Es autor de numerosos libros que van desde la novela hasta el ensayo, el cómic y la literatura de viajes. Con el dibujante Sagar ha realizado varios libros y su crónica social Barcelona. Los vagabundos de la chatarra fue la primera novela gráfica periodística publicada en España. Debutó en la ficción en 2001 con la nouvelle Ene y en 2010 publicó su primera novela Los muertos, galardonada por el Festival de Chambéry en Francia y traducida al italiano. Esta obra es parte de la tetralogía que completaron Los huérfanos (2014), Los turistas (2015) y Los difuntos (2015). Librerías (2013) es una historia cultural y una vuelta al mundo que fue finalista del premio Anagrama y ha sido traducida a más de diez idiomas.
Desde la publicación en 2011 de Teleshakespeare en la colección sobre series de televisión de la editorial española Errata Naturae, publicado también en Costa Rica (Germinal), México (Tintable), Argentina (Interzona) y Colombia (Universidad de Los Andes), Carrión se convirtió en un referente de la reflexión sobre ese lenguaje. Impartió el seminario "Series en serio" (MACBA, 2014), conferencias en varios museos, universidades y centros culturales de todo el mundo, y -con Carlos A. Scolari- el MOOC "La tercera edad de oro de la televisión" (Miríada, 2014). También ha desarrollado proyectos de comisariado ("Las variaciones Sebald", CCCB, 2015).
En 2020 incursionó en el mundo del podcast al escribir y narrar Solaris, serie de ensayos sobre la posmodernidad que en 2021 lanzó una segunda temporada.

## Obras

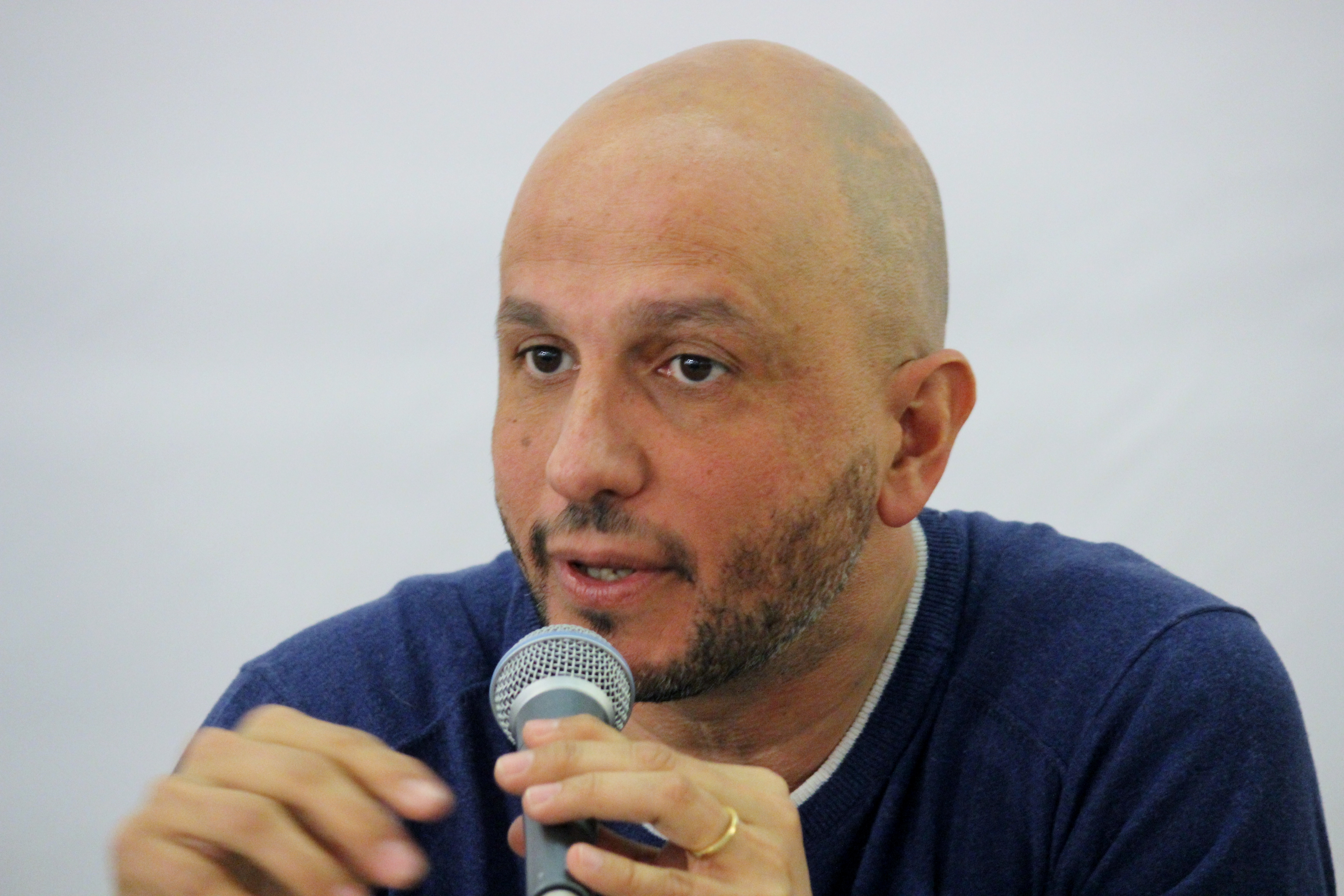
Carrión en la 20 Feria Internacional Moscovita del Libro Non/fiction 2018

### Ficción
- Ene, novela breve, Laia Libros, 2001

- Los muertos, novela, Literatura Mondadori, 2010 (edición argentina y mexicana en RHM; venezolana en Lugar Común; e italiana en Atmosphere Libri, trad. de Roberta Bovaia)

- Los huérfanos, novela, Galaxia Gutenberg, 2014 (edición francesa en Seuil, trad. de Pierre Ducrozet)

- Los difuntos, novela breve, ilustrada por Celsius Pictor; Aristas Martínez, 2015

- Los turistas, novela, Galaxia Gutenberg, 2015

- Membrana, novela, Galaxia Gutenberg, 2021

- Todos los museos son obras de ciencia ficción, novela ilustrada, Galaxia Gutenberg, 2022.

### Crónicas y ensayo
- La brújula (Berenice, 2006)
- GR-83 (edición de autor, 2007)
- Australia. Un viaje (Berenice, 2008)
- La piel de La Boca (Libros del Zorzal, Argentina, 2008)
- Crónica de viaje (edición de autor, 2009, Aristas Martínez, 2014)
- Norte es Sur. Crónicas americanas, antología de crónicas sobre América Latina de libros anteriores (Debate Venezuela, 2009)
- Viaje contra espacio. Juan Goytisolo y W.G. Sebald (Iberoamericana, 2009). Ensayo vinculado con sus libros de literatura de viajes.
- Teleshakespeare (Errata Naturae, 2011). Ensayo vinculado con su novela Los muertos.
- Librerías (Finalista Premio Anagrama, 2013. Argentina: Anagrama 2013. Canadá: Biblioasis. China: SDX. France: Seuil 2016. Greece: Potamos. Italy: Garzanti 2015. Japan: Hakusuisha. Corea: Yibom. México: Anagrama 2013. Poland: Noir sur Blanc 2017. Portugal: Quetzal 2017. Rusia: Ad Marginem. Slovenia: Cankarjeva Zalozba. Sweden: Storyside. UK: MacLehose Press 2016)
- Barcelona. Libro de los pasajes Galaxia Gutenberg, 2017; edición en catalán en la misma editorial, trad. de Maria Llopis).[10]
- Contra Amazon, Galaxia Gutenberg, 2019.
- Lo viral, Galaxia Gutenberg, 2020.

### Ediciones y prólogos
- Amor global (Laia Libros, 2003)
- Narradors contemporanis (con Manuel Guerrero, ACM, 2007)
- El lugar de Piglia. Crítica sin ficción (Candaya, 2008)
- Mejor que ficción. Crónicas ejemplares (Anagrama, 2012)

### Traducciones y adaptaciones
- Infern, de Dante (Proa, 2000)
- El sueño, de Bernat Metge (DVD Ediciones, 2006)

### Cómics
- Barcelona. Los vagabundos de la chatarra con Sagar (Norma, 2016)
- Gótico con Sagar (Norma/MNAC, 2018)
- Warburg & Beach con Javier Olivares (Salamandra Graphic, 2021)
- Museo con Sagar  (Norma/MNAC, 2023)
- Samuel & Beckett con Javier Olivares (Salamandra Graphic, 2024)

### Pódcast
- Solaris: ensayos sonoros  (2020-2021). Tres Temporadas.
- Ecos (2022-23). Una temporada 11 episodios.

### Televisión
- Ovejas eléctricas (2024) en la sección El diletante. 10 episodios.